# Bidessodes fragilis
Bidessodes fragilis är en skalbaggsart som beskrevs av Régimbart 1900. Bidessodes fragilis ingår i släktet Bidessodes och familjen dykare. Inga underarter finns listade i Catalogue of Life.